# 長島 (徳島県)
長島（ながしま）は、徳島県阿南市橘町にある島である。

## 地理
阿南市橘町の橘湾内に位置する無人島である。大潟港の南1kmに自然堤防のように横たわる。面積は0.1km2で、東西0.8kmの長細い島。長島の東には鵜渡島があり大潟干潟を形成している。
1811年（文化8年）に作版の阿波名所図「津峰の眺望」には、島かげに十数艘の帆船が塩積みのため停泊している様子が描かれており、「長島の湊には入船泊舟多し」と記している。